# Mexquitic de Carmona
Mexquitic de Carmona är en kommun i Mexiko.   Den ligger i delstaten San Luis Potosí, i den centrala delen av landet, 400 km nordväst om huvudstaden Mexico City. Antalet invånare är 48 484. Arean är 882 kvadratkilometer.
Terrängen i Mexquitic de Carmona är huvudsakligen kuperad, men österut är den platt.
Följande samhällen finns i Mexquitic de Carmona:
- Paisanos
- Estanzuela
- Puerto de Providencia
- Rincón del Porvenir
- Guadalupe Victoria
- Cerrito de Jaral
- Agua Señora
- Paso Blanco
- Ranchería de Guadalupe
- Los Moreno
- Las Moras
- San Pedro Ojo Zarco
- La Campana
- La Loma
- Matancillas
- Milpillas
- Colonia Emiliano Zapata
- Los Retes
- Derramaderos
- Ejido de Moras
- Contreras
- Pollitos
- Huizachillos
- Los López
- Los Uribe
- Colonia Guadalupes
- Colonia Orilla del Río
- El Tepozán
- Salitrillo
- Venadito
- Colonia Primero de Enero
- Los Vanegas
- El Carrillo
- Cruces y Carmona
- Los Rojas
- Colonia Progreso
- Cañaditas
- Tanque Grande
- Benito Juárez
- El Olmo
- Estancita
- Buenavista
- El Rodeo
- Los Coronado
- Ejido Milpillas
- Lechuguillas
- Los Hernández
- La Cabra
- Jacalillos
- La Cueva
- Los Jiménez
- Juan Manuel
- Colonia Molino del Carmen
- El Cerrito
- Cenicera
- La Presita